# Nati nel 1961/Gennaio
| Questa pagina contiene informazioni ricavate automaticamente dalle voci biografiche con l'ausilio del template Bio e di un bot. L'aggiornamento è periodico e automatico e ricostruisce completamente la pagina. Se manca una persona in questa lista, sei pregato di non aggiungerla, ma accertati piuttosto che la sua voce biografica contenga il template Bio e che i dati anagrafici siano correttamente compilati. Se il template Bio manca, inseriscilo tu stesso o, in alternativa, metti l'avviso {{tmp\|Bio}} che ne segnala la mancanza. Se i dati riportati sono sbagliati, correggi direttamente la voce biografica; le modifiche saranno visibili in questa lista entro pochi giorni. Per chiarimenti vedi il progetto biografie. La lista contiene solo le 312 persone che sono citate nell'enciclopedia e per le quali è stato implementato correttamente il template Bio. Pagina aggiornata al 18 ago 2025. |

- 1º gennaio - Altynaj Asylmuratova, ex ballerina e direttrice artistica russa
- 1º gennaio - Cornelia Bargmann, neuroscienziata statunitense
- 1º gennaio - Davide Cassani, dirigente sportivo, ex ciclista su strada e commentatore televisivo italiano
- 1º gennaio - Leroy Combs, ex cestista statunitense
- 1º gennaio - Ettore Dotti, vescovo cattolico e missionario italiano
- 1º gennaio - Bożena Fedorczyk, attrice polacca
- 1º gennaio - Luciano Fusini, ex calciatore italiano
- 1º gennaio - Albin Killat, tuffatore tedesco
- 1º gennaio - Boris Koreckij, ex schermidore sovietico
- 1º gennaio - Habib Lakhal, lottatore tunisino
- 1º gennaio - Donald Li, attore cinese
- 1º gennaio - Mubarak Marzouq, ex calciatore kuwaitiano
- 1º gennaio - Oğuz Okul, attore turco
- 1º gennaio - Gabriel Oprea, politico e militare rumeno
- 1º gennaio - Viktor Pasul'ko, allenatore di calcio e ex calciatore ucraino
- 1º gennaio - Abdelhamid Sadmi, ex calciatore algerino
- 1º gennaio - Francesco Sirufo, arcivescovo cattolico italiano
- 1º gennaio - Lone Smidt Nielsen, ex calciatrice danese
- 1º gennaio - Viačeslavas Sukristovas, ex calciatore lituano
- 1º gennaio - Vanda Rinalda dal Col, ex cestista brasiliana
- 1º gennaio - Ivo Šeparović, ex calciatore croato
- 2 gennaio - Ole Bremseth, ex saltatore con gli sci norvegese
- 2 gennaio - Gabrielle Carteris, attrice e sindacalista statunitense
- 2 gennaio - Karen Dalton, ex cestista, allenatrice di pallacanestro e dirigente sportiva australiana
- 2 gennaio - Neil Dudgeon, attore britannico
- 2 gennaio - Roberto Ennas, allenatore di calcio e ex calciatore italiano
- 2 gennaio - Giuliano Grande, attore italiano
- 2 gennaio - Todd Haynes, regista, sceneggiatore e produttore cinematografico statunitense
- 2 gennaio - Liliana Moro, artista italiana
- 2 gennaio - Hitoshi Saitō, judoka e allenatore di judo giapponese († 2015)
- 2 gennaio - Aram Sargsyan, politico armeno
- 2 gennaio - Robert Wexler, politico e avvocato statunitense
- 2 gennaio - Michael Young, ex cestista e allenatore di pallacanestro statunitense
- 2 gennaio - Acácio da Silva, dirigente sportivo e ex ciclista su strada portoghese
- 3 gennaio - Dominique Bijotat, allenatore di calcio e ex calciatore francese
- 3 gennaio - Lynn Hill, arrampicatrice statunitense
- 3 gennaio - Álvaro Magalhães, allenatore di calcio e ex calciatore portoghese
- 3 gennaio - Masayuki, animatore e character designer giapponese
- 3 gennaio - Walter Obert, autore di giochi italiano
- 3 gennaio - Vladimir Potanin, imprenditore russo
- 3 gennaio - Martín Rejtman, regista e sceneggiatore argentino
- 3 gennaio - Ruggero Verroca, ex canottiere italiano
- 4 gennaio - John Brenner, ex pesista e discobolo statunitense
- 4 gennaio - Lee Curreri, attore e musicista statunitense
- 4 gennaio - David DeFeis, cantante e tastierista statunitense
- 4 gennaio - Mark Farnell, ex atleta paralimpico britannico
- 4 gennaio - Gunnar Gíslason, ex calciatore islandese
- 4 gennaio - Sidney Green, ex cestista e allenatore di pallacanestro statunitense
- 4 gennaio - Walter Guadagnini, critico d'arte, insegnante e museologo italiano
- 4 gennaio - Jim Gurfein, ex tennista statunitense
- 4 gennaio - Eija Hyytiäinen, ex fondista finlandese
- 4 gennaio - Cliff Levingston, ex cestista e allenatore di pallacanestro statunitense
- 4 gennaio - Kiyotaka Matsui, ex calciatore giapponese
- 4 gennaio - Graham McTavish, attore scozzese
- 4 gennaio - Ugo Pagallo, giurista italiano
- 4 gennaio - Jim Rowinski, cestista statunitense († 2024)
- 5 gennaio - Romano Carancini, politico italiano
- 5 gennaio - Iris DeMent, cantautrice statunitense
- 5 gennaio - Gilles Mas, dirigente sportivo e ex ciclista su strada francese
- 5 gennaio - Dean Neal, ex calciatore inglese
- 5 gennaio - Roberto Rizzato, conduttore radiofonico e giornalista italiano
- 5 gennaio - Akihiko Saitō, militare e mercenario giapponese († 2005)
- 6 gennaio - Cesare Bussi, ex velocista e bobbista italiano
- 6 gennaio - Michel Dernies, dirigente sportivo e ex ciclista su strada belga
- 6 gennaio - Harriet van Ettekoven, ex canottiera olandese
- 6 gennaio - Georges Jobé, pilota motociclistico belga († 2012)
- 6 gennaio - Linas Linkevičius, politico lituano
- 6 gennaio - José María Lumbreras, allenatore di calcio e ex calciatore spagnolo
- 6 gennaio - Nigel Melville, ex rugbista a 15, allenatore di rugby e dirigente sportivo britannico
- 6 gennaio - Sara Paglini, politica italiana
- 6 gennaio - Kay Rush, conduttrice televisiva, conduttrice radiofonica e disc jockey statunitense
- 7 gennaio - Lorraine Ashbourne, attrice britannica
- 7 gennaio - Luciano Carchesio, ex siepista italiano
- 7 gennaio - Supriya Pathak, attrice indiana
- 7 gennaio - Jeff Richmond, compositore, produttore televisivo e attore statunitense
- 7 gennaio - Tony Tammaro, cantautore italiano
- 7 gennaio - Carlo Simionato, ex velocista italiano
- 7 gennaio - John Thune, politico statunitense
- 8 gennaio - Keith Arkell, scacchista britannico
- 8 gennaio - Klaus Gattermann, ex sciatore alpino tedesco
- 8 gennaio - Javier Imbroda, allenatore di pallacanestro e politico spagnolo († 2022)
- 8 gennaio - Viktor Mychajlovyč Kuznecov, allenatore di calcio e ex calciatore ucraino
- 8 gennaio - Paolo Massobrio, giornalista, scrittore e gastronomo italiano
- 8 gennaio - Calvin Smith, ex velocista statunitense
- 8 gennaio - Granville Waiters, cestista statunitense († 2021)
- 9 gennaio - Didier Camberabero, ex rugbista a 15 e allenatore di rugby a 15 francese
- 9 gennaio - Karim Dridi, regista, sceneggiatore e direttore della fotografia tunisino
- 9 gennaio - Giuliano Giorgi, calciatore italiano († 2013)
- 9 gennaio - Al Jean, produttore televisivo e sceneggiatore statunitense
- 9 gennaio - Scott Klace, attore statunitense
- 9 gennaio - Sandra Myers, ex velocista statunitense
- 9 gennaio - Aldo Scardella, italiano († 1986)
- 9 gennaio - Yannick Stopyra, ex calciatore francese
- 9 gennaio - Andrea Zanussi, ex pilota di rally e editore italiano
- 9 gennaio - Karl Zeller, politico italiano
- 10 gennaio - William Ayache, allenatore di calcio e ex calciatore francese
- 10 gennaio - Filippo Basile, funzionario italiano († 1999)
- 10 gennaio - Massimo Caleo, politico italiano
- 10 gennaio - Domenico Fantin, ex cestista italiano
- 10 gennaio - Evan Handler, attore statunitense
- 10 gennaio - Janet Jones, attrice statunitense
- 10 gennaio - Steve Moran, ex calciatore inglese
- 10 gennaio - Nadja Salerno-Sonnenberg, violinista e insegnante statunitense
- 10 gennaio - Einārs Veikša, ex slittinista sovietico
- 11 gennaio - Everton Carr, ex calciatore inglese
- 11 gennaio - Jasper Fforde, scrittore britannico
- 11 gennaio - Adrian Heath, allenatore di calcio e ex calciatore inglese
- 11 gennaio - Masatoshi Ichikawa, ex ciclista su strada giapponese
- 11 gennaio - Paul Skansi, ex giocatore di football americano statunitense
- 11 gennaio - Götz Spielmann, regista e sceneggiatore austriaco
- 11 gennaio - Lars-Erik Torph, pilota di rally svedese († 1989)
- 11 gennaio - Carlo d'Asburgo-Lorena, nobile e politico austriaco
- 12 gennaio - Andrea Carnevale, ex calciatore italiano
- 12 gennaio - Alain Goldman, produttore cinematografico francese
- 12 gennaio - Joan Golobart, ex calciatore spagnolo
- 12 gennaio - Aristides González, ex pugile portoricano
- 12 gennaio - Simon Russell Beale, attore britannico
- 12 gennaio - Joshua Michael Stern, regista e sceneggiatore statunitense
- 12 gennaio - Giuseppe Valditara, politico e giurista italiano
- 12 gennaio - Randy Wright, ex giocatore di football americano statunitense
- 12 gennaio - Ofer Yaakobi, cestista israeliano († 2025)
- 13 gennaio - Terhi Airas-Järventaus, ex cestista finlandese
- 13 gennaio - César Baena, allenatore di calcio e ex calciatore venezuelano
- 13 gennaio - Wayne Coyne, cantante e chitarrista statunitense
- 13 gennaio - Éva Deák, ex cestista ungherese
- 13 gennaio - Denise Dignard, ex cestista canadese
- 13 gennaio - Renzo Gobbo, allenatore di calcio e ex calciatore italiano
- 13 gennaio - Earl Jones, ex cestista statunitense
- 13 gennaio - Julia Louis-Dreyfus, attrice, comica e doppiatrice statunitense
- 13 gennaio - Wayne Marshall, organista, direttore d'orchestra e pianista inglese
- 13 gennaio - Suggs, cantante e attore britannico
- 13 gennaio - Héctor Rafael Rodríguez Rodríguez, arcivescovo cattolico dominicano
- 13 gennaio - Norberto Scoponi, ex calciatore argentino
- 13 gennaio - Sixto Vizuete, allenatore di calcio ecuadoriano
- 14 gennaio - Giovanni Ceccarelli, ingegnere e progettista italiano
- 14 gennaio - Rob Hall, alpinista neozelandese († 1996)
- 14 gennaio - Marusja Klimova, scrittrice e traduttrice russa
- 14 gennaio - Vissarion, predicatore russo
- 14 gennaio - Mike Tramp, cantante danese
- 15 gennaio - Simon Buckmaster, pilota motociclistico britannico
- 15 gennaio - Jet Bussemaker, politica olandese
- 15 gennaio - Jeremiah Castille, ex giocatore di football americano statunitense
- 15 gennaio - Juan Covarrubias, ex calciatore cileno
- 15 gennaio - Isabel Gemio, giornalista e conduttrice televisiva spagnola
- 15 gennaio - Clive Goodyear, ex calciatore inglese
- 15 gennaio - Jamie Lowery, ex calciatore canadese
- 15 gennaio - Sergej Morozov, ex calciatore sovietico
- 15 gennaio - Jerry Page, ex pugile statunitense
- 15 gennaio - Sandra Palombarini, ex cestista e dirigente sportiva italiana
- 15 gennaio - Giancarlo Scheri, giornalista, autore televisivo e dirigente d'azienda italiano
- 16 gennaio - Jorge Albornoz, ex calciatore argentino
- 16 gennaio - Pizza, disc jockey e conduttore radiofonico italiano
- 16 gennaio - Dirk De Wolf, ex ciclista su strada e dirigente sportivo belga
- 16 gennaio - Ronnie Lee Gardner, criminale statunitense († 2010)
- 16 gennaio - Cherif Guettai, ex calciatore e ex giocatore di calcio a 5 algerino
- 16 gennaio - Lorenzo Marronaro, procuratore sportivo e ex calciatore italiano
- 16 gennaio - Garry Nelson, ex calciatore inglese
- 16 gennaio - José Manuel Ochotorena, allenatore di calcio e ex calciatore spagnolo
- 16 gennaio - Dolores Prestifilippo, ex calciatrice e allenatrice di calcio italiana
- 16 gennaio - Paul Raven, bassista britannico († 2007)
- 16 gennaio - Hari Varešanović, cantante bosniaco
- 16 gennaio - Arben Vila, ex calciatore albanese
- 16 gennaio - Sergej Vostrikov, allenatore di hockey su ghiaccio e ex hockeista su ghiaccio sovietico
- 17 gennaio - Suzanne Berne, scrittrice statunitense
- 17 gennaio - Maia Chiburdanidze, scacchista georgiana
- 17 gennaio - Marie Claire D'Ubaldo, cantante argentina
- 17 gennaio - Carlos Alberto Garcia, ex giocatore di calcio a 5 brasiliano
- 17 gennaio - Jorge Guasch, ex calciatore paraguaiano
- 17 gennaio - Brian Helgeland, sceneggiatore e regista statunitense
- 17 gennaio - Linda Kash, attrice canadese
- 17 gennaio - Karin Lamberg-Skog, ex fondista svedese
- 17 gennaio - Dirk Minniefield, ex cestista e allenatore di pallacanestro statunitense
- 17 gennaio - Selena Steele, ex attrice pornografica statunitense
- 17 gennaio - Sergej Svetlov, ex hockeista su ghiaccio russo
- 17 gennaio - Zhao Dayu, calciatore e allenatore di calcio cinese († 2015)
- 18 gennaio - Peter Beardsley, ex calciatore e allenatore di calcio britannico
- 18 gennaio - Bob Hansen, ex cestista statunitense
- 18 gennaio - Mark Messier, dirigente sportivo e ex hockeista su ghiaccio canadese
- 18 gennaio - Jean Pierre Mustier, imprenditore, banchiere e dirigente d'azienda francese
- 18 gennaio - Bridget O'Connor, sceneggiatrice e drammaturga britannica († 2010)
- 18 gennaio - Bob Peterson, animatore, sceneggiatore e regista statunitense
- 18 gennaio - Michail Pavlovič Šiškin, scrittore russo
- 18 gennaio - Rune Säfvenberg, ex sciatore alpino svedese
- 18 gennaio - Veselin Vujović, ex pallamanista e allenatore di pallamano montenegrino
- 18 gennaio - Jeff Yagher, attore statunitense
- 19 gennaio - Francesco Adenti, dirigente d'azienda e politico italiano
- 19 gennaio - Laura Guglielmi, giornalista e scrittrice italiana
- 19 gennaio - Yoshimasa Hayashi, politico giapponese
- 19 gennaio - Jean-Patrick Lescarboura, rugbista a 15, allenatore di rugby a 15 e dirigente sportivo francese
- 19 gennaio - Peter Mackenzie, attore statunitense
- 19 gennaio - Paul McCrane, attore statunitense
- 19 gennaio - Paolo Misuri, ex calciatore italiano
- 19 gennaio - Eligio Nicolini, allenatore di calcio e ex calciatore italiano
- 19 gennaio - Park Kyung-hoon, ex calciatore sudcoreano
- 19 gennaio - William Ragsdale, attore, doppiatore e cantante statunitense
- 20 gennaio - Raffaella Giordano, danzatrice, coreografa e attrice italiana
- 20 gennaio - Yolanda González Martín, politica spagnola († 1980)
- 20 gennaio - Gerry Gray, ex calciatore canadese
- 20 gennaio - Steve Hamilton, scrittore statunitense
- 20 gennaio - Vincent Jordy, arcivescovo cattolico francese
- 20 gennaio - Cinzia Maltese, giornalista e conduttrice televisiva italiana († 2002)
- 20 gennaio - Paolo Miano, allenatore di calcio e ex calciatore italiano
- 20 gennaio - Stefano Tura, giornalista e scrittore italiano
- 20 gennaio - Josefina Vázquez Mota, politica messicana
- 20 gennaio - Patricio Yáñez, ex calciatore cileno
- 21 gennaio - Kevin Cramer, politico statunitense
- 21 gennaio - Erardo Cócaro, allenatore di calcio e ex calciatore uruguaiano
- 21 gennaio - Karina Huff, attrice, cantante e showgirl britannica († 2016)
- 21 gennaio - Antonio Marras, stilista, costumista e artista italiano
- 21 gennaio - Gianni Pagliarini, sindacalista e politico italiano
- 21 gennaio - Cornelia Pröll, ex sciatrice alpina austriaca
- 21 gennaio - Ivo Pukanić, giornalista e editore croato († 2008)
- 21 gennaio - Blas Roca-Rey, attore peruviano
- 21 gennaio - Colin Russell, ex calciatore inglese
- 21 gennaio - Gary Shaw, calciatore inglese († 2024)
- 21 gennaio - Pëtr Ugrjumov, ex ciclista su strada e dirigente sportivo russo
- 21 gennaio - Mauro Vittiglio, ex calciatore italiano
- 21 gennaio - Raphael p'Mony Wokorach, arcivescovo cattolico ugandese
- 22 gennaio - Maria Teresa Baldini, politica e ex cestista italiana
- 22 gennaio - Luisa Capelli, editrice italiana
- 22 gennaio - Quintin Dailey, cestista statunitense († 2010)
- 22 gennaio - Elzo, ex calciatore brasiliano
- 22 gennaio - Paolo Alberto Faccini, procuratore sportivo e ex calciatore italiano
- 22 gennaio - Michael Hillardt, ex mezzofondista australiano
- 22 gennaio - Daniel Johnston, cantautore e pittore statunitense († 2019)
- 22 gennaio - Kim Jin, ex cestista e allenatore di pallacanestro sudcoreano
- 22 gennaio - Guillermo Kuitca, pittore argentino
- 22 gennaio - Horacio López, ex cestista, scrittore e allenatore di pallacanestro uruguaiano
- 22 gennaio - Laura Mambelli, giornalista italiana († 2011)
- 22 gennaio - Marco Marocchi, ex calciatore italiano
- 22 gennaio - Guglielmo Minervini, politico italiano († 2016)
- 22 gennaio - Devon Morris, ex velocista giamaicano
- 22 gennaio - Shigeru Nakahara, doppiatore giapponese
- 22 gennaio - Masato Ōtomo, ex calciatore giapponese
- 22 gennaio - Cornelia Stoichiță, ex cestista rumena
- 23 gennaio - Daniel Fascinato, ex hockeista su ghiaccio canadese
- 23 gennaio - Patrizio Gambirasio, ex ciclista su strada italiano
- 23 gennaio - Fausto Gresini, pilota motociclistico e dirigente sportivo italiano († 2021)
- 23 gennaio - Wiesława Konwent, ex cestista polacca
- 23 gennaio - Jörg Müller, ex ciclista su strada, pistard e dirigente sportivo svizzero
- 23 gennaio - Marco Ruas, artista marziale misto e artista marziale brasiliano
- 24 gennaio - Jorge Barrios, allenatore di calcio e ex calciatore uruguaiano
- 24 gennaio - Guido Buchwald, ex calciatore e allenatore di calcio tedesco
- 24 gennaio - Fabio Facchini, arbitro di pallacanestro italiano
- 24 gennaio - Christa Kinshofer, ex sciatrice alpina tedesca
- 24 gennaio - Nastassja Kinski, attrice e modella tedesca
- 24 gennaio - Evi Kratzer, ex fondista svizzera
- 24 gennaio - Gualtiero Negrini, direttore d'orchestra, regista e cantante statunitense
- 24 gennaio - Sergio Pizzolante, politico italiano
- 24 gennaio - Giacomo Rosselli, attore italiano
- 24 gennaio - Vince Russo, dirigente sportivo e sceneggiatore statunitense
- 25 gennaio - Giorgio Baietti, scrittore e giornalista italiano
- 25 gennaio - Charles Allieu Matthew Campbell, vescovo cattolico sierraleonese
- 25 gennaio - Gian Francesco Giudice, fisico italiano
- 25 gennaio - Beth Goulart, attrice, drammaturga e ballerina brasiliana
- 25 gennaio - Lee Sang-yong, ex calciatore sudcoreano
- 25 gennaio - Miguel M. Abrahão, scrittore, drammaturgo e storico brasiliano
- 25 gennaio - Roger Yuan, attore, artista marziale e stuntman statunitense
- 26 gennaio - Milena Balsamo, ex atleta paralimpica italiana
- 26 gennaio - Alejandro García, ex calciatore messicano
- 26 gennaio - Wayne Gretzky, ex hockeista su ghiaccio, allenatore di hockey su ghiaccio e dirigente sportivo canadese
- 26 gennaio - Tom Keifer, cantante e musicista statunitense
- 26 gennaio - Daniele Luttazzi, comico, conduttore televisivo e scrittore italiano
- 26 gennaio - Pasquale Traini, allenatore di calcio, dirigente sportivo e ex calciatore italiano
- 26 gennaio - Antonio Vázquez, ex arciere spagnolo
- 27 gennaio - Jean-Paul Banos, ex schermidore canadese
- 27 gennaio - Julie Caitlin Brown, attrice statunitense
- 27 gennaio - Giovanni Burgio, scrittore italiano
- 27 gennaio - Stefano Ceccanti, costituzionalista e politico italiano
- 27 gennaio - Gillian Gilbert, tastierista e chitarrista britannica
- 27 gennaio - Ivanna Madruga, ex tennista argentina
- 27 gennaio - Narciso Rodriguez, stilista statunitense
- 27 gennaio - Dragiša Šarić, cestista e allenatore di pallacanestro serbo († 2008)
- 27 gennaio - Marina Soboleva, ex schermitrice sovietica
- 27 gennaio - Dean Steinkuhler, ex giocatore di football americano statunitense
- 27 gennaio - Ol'ga Voščakina, ex schermitrice sovietica
- 27 gennaio - Norizan Bakar, allenatore di calcio e ex calciatore malese
- 28 gennaio - Arnaldur Indriðason, scrittore e giornalista islandese
- 28 gennaio - Grant Bramwell, ex canoista neozelandese
- 28 gennaio - Alberto Giordano, liutaio italiano
- 28 gennaio - Marco Tonazzi, ex sciatore alpino italiano
- 29 gennaio - Juan Avendaño, ex tennista spagnolo
- 29 gennaio - Tássia Camargo, attrice e conduttrice televisiva brasiliana
- 29 gennaio - Ezio Gelain, ex calciatore e allenatore di calcio italiano
- 29 gennaio - Rafael Grossi, funzionario e diplomatico argentino
- 29 gennaio - Christian Keglevits, allenatore di calcio e ex calciatore austriaco
- 29 gennaio - Lee Tae-ho, ex calciatore sudcoreano
- 29 gennaio - Lee Tae-hoon, allenatore di calcio sudcoreano
- 29 gennaio - Celestino Prieto, ex ciclista su strada spagnolo
- 29 gennaio - Tore Rismo, ex calciatore norvegese
- 29 gennaio - Marco Romiti, ex calciatore italiano
- 29 gennaio - Samson Shukardin, vescovo cattolico pakistano
- 29 gennaio - Petra Thümer, ex nuotatrice tedesca orientale
- 30 gennaio - Peter Loy Chong, arcivescovo cattolico figiano
- 30 gennaio - Vicki Cunningham, ex cestista neozelandese
- 30 gennaio - Susanna Fassetta, attrice e doppiatrice italiana
- 30 gennaio - Sebastian Lindholm, pilota di rally finlandese
- 30 gennaio - Liu Gang, fisico cinese
- 30 gennaio - Peter Roth, allenatore di sci alpino e ex sciatore alpino tedesco
- 31 gennaio - 3 Steps Ahead, disc jockey olandese († 2003)
- 31 gennaio - Fatou Bensouda, giurista gambiana
- 31 gennaio - Luciano Cilona, ex calciatore italiano
- 31 gennaio - Lloyd Cole, cantautore britannico
- 31 gennaio - Giovanni Deogratias, ex calciatore italiano
- 31 gennaio - Filiz Kerestecioğlu, politica e avvocata turca
- 31 gennaio - Stefano Maguolo, ex cestista italiano
- 31 gennaio - Torsten Michaelis, attore e doppiatore tedesco
- 31 gennaio - Nicoletta Orlandi, magistrata italiana
- 31 gennaio - Jonny Otten, ex calciatore tedesco
- 31 gennaio - Virgilio Prosperi, musicista e musicologo italiano († 1993)
- 31 gennaio - Corrado Roma, allenatore di calcio a 5, giocatore di calcio a 5 e calciatore italiano († 2004)
- 31 gennaio - Christian Settipani, storico francese